# براين وينزل
بريان توماس وينزل (24 مايو 1929 - 6 مايو 2024) ممثل كوميدي ومخرج ومغني أسترالي. كان يعمل في مجال الترفيه لمدة 75 عامًا، بما في ذلك السيرك والمسرح والتلفزيون والأفلام (بما في ذلك الأفلام المعدة للأفلام التلفزيونية والأفلام المسرحية).
بعد العديد من الأدوار الشخصية في أفلام ومسلسلات من إنتاج كراوفورد، وبعد الظهور في مسلسل إي بي سي، بعض النساء، تم اختياره في الدور الدائم للرقيب فرانك جيلروي، وقدم الدور من عام 1981 إلى عام 1993.
كان له دور صغير في عام 1995 في المسلسل الجيران. وكان أيضًا لفترة وجيزة عضوًا في فريق روف لايف في عام 2009.

## الأفلام
ظهر في العديد من الأفلام الأسترالية خلال السبعينيات والثمانينيات بما في ذلك «العلبة» (1976)، «ذا أود آنجري شوت» (1979) و«عيد ميلاد أليسون» (1981).

## الحياة الشخصية
وينزل متزوج من زوجته الإنجليزية المولد ليندا وينزل لمدة 67 عامًا حتى وفاته، وهو سفير يوم أستراليا لولاية فيكتوريا، ومؤيد مدى الحياة لنادي كارلتون لكرة القدم. عانى براين من سكتتين دماغيتين صغيرتين في السنوات الثلاث الماضية.

## وفاته
توفي وينزل في 6 مايو 2024، قبل أسابيع فقط من عيد ميلاده الخامس والتسعين.

## روابط خارجية
- براين وينزل في قاعدة بيانات الأفلام على الإنترنت